# IAI Searcher
IAI Searcher (hebr. סרצ'ר) – rodzina izraelskich bezzałogowych statków powietrznych, opracowana przez koncern Israel Aerospace Industries, przeznaczonych do prowadzenia taktycznego rozpoznania, kierowania ogniem artylerii oraz wykonywania ataków za pomocą przenoszonej broni. Produkowana na licencji w Rosji pod nazwą Forpost (ros. Форпост).

## Historia
Początki prac nad konstrukcją sięgają izraelskich doświadczeń z wojny libańskiej (1982–1985). Opracowana maszyna zastąpiła dotychczas wykorzystywane IAI Scout i Tadiran Mastiff. Pierwsza publiczna prezentacja Searchera miała miejsce na wystawie Asian Aerospace w 1990 roku. Konstrukcja, po serii prób i testów, została w 1992 r. przyjęta na wyposażenie Sił Obronnych Izraela. Na ich potrzeby zbudowano ok. 200 dronów. W późniejszych latach dron wzbudził zainteresowanie odbiorców zagranicznych, został eksportowany do wielu krajów. Jego użytkownikami są m.in. Azerbejdżan, Singapur, Turcja, Tajlandia, Rosja, Indie, Korea Południowa, Sri Lanka, Ekwador oraz Hiszpania. Według nie do końca potwierdzonych informacji Iran otrzymał rosyjskie drony Forpost-R.
W 1998 r. została wprowadzona do użycia udoskonalona wersja nosząca oznaczenie Searcher II. Nowy dron ma wydłużony zasięg lotu do 250 km, do 18 godzin wzrosła długotrwałość lotu. Sterowaniem lotu Searchera zajmuje się trzyosobowy zespół, w skład którego wchodzi szef misji, obserwator i pilot. W 2021 r. cena czterech maszyn Searcher II wraz ze stacją kontrolną, mobilnym łączem i zdalnym terminalem wideo wynosiła ponad 14 milionów euro.
Drony BirdEye 400 i Searcher II zostały zakupione w kwietniu 2009 r. przez Rosję, wartość kontraktu wyniosła 54 miliony dolarów. Do kolejnego zakupu doszło jeszcze w tym samym roku, Rosja zakupiła 36 Searcherów za 100 milionów dolarów. W październiku 2010 r. podpisano trzecie porozumienie o wartości 400 milionów dolarów. Zgodnie z jego warunkami drony miały być montowane w Rosji od 2012 r., dostawy dla rosyjskiej armii planowano rozpocząć w 2014 r. Produkcja licencyjna drona została uruchomiona początkowo w Kazańskim Zakładzie Śmigłowcowym, w lipcu 2012 r. ostała przeniesiona do Uralskich Zakładów Lotnictwa Cywilnego w Jekaterynburgu (spółki zależnej rosyjskiego koncernu państwowego Rostech), gdzie za 10 mln dolarów zbudowano zaplecze produkcyjne. Drony montowane z oryginalnych części dostarczonych przez Izrael noszą oznaczenie Forpost, wyprodukowane w ramach licencji są oznaczone jako Forpost-R.
W grudniu 2009 r. Departament Zaopatrywania Sił Zbrojnych MON wyraził zainteresowanie zakupem wersji Searcher II lub III. Israel Aerospace Industries został zaproszony, jako jeden z trzech oferentów, do przetargu w ramach Pilnej Potrzeby Operacyjnej tzw. pakietu afgańskiego.
Na podstawie doświadczeń z użytkowania Forposta w Syrii i Donbasie w sierpniu 2019 r. Ministerstwo Obrony Federacji Rosyjskiej przedstawiło zmodernizowany dron Forpost-RU (ros. Форпост-РУ). Nowa konstrukcja ma masę startową 500 kg oraz czas lotu 18 godzin na wysokości do 6000 metrów, została też wyposażona w rosyjski silnik APD-85 o mocy 85 KM napędzający dwułopatowe śmigło. Forpost-RU otrzymał rosyjskie środki nawigacji, łączności i kontroli lotu. Rosjanie opracowali własne moduły obserwacyjne GOES-540 i GOES-4 stabilizowane żyroskopowo i wyposażone w kanał dzienny i nocny, a także dalmierz laserowy z funkcją podświetlenia celu. Na dwóch zawieszeniach podskrzydłowych dron może przenosić bomby kierowane KAB-20. Cena jednego egzemplarza Forpost-RU jest szacowana na ok. 7,5 mln dolarów. Użycie przenoszonej broni zostało zaprezentowane w udostępnionych materiałach z przebiegu ćwiczeń Zachód-2021, w których wzięły jednostki Sił Zbrojnych Rosji oraz sił zbrojnych Armenii i Białorusi.
W 2010 r. została opracowana kolejna wersja konstrukcji nosząca oznaczenie Searcher III. Wymiary samolotu, masa użyteczna i startowa oraz zasięg i długotrwałość lotu pozostały na poziomie poprzednika. Nowa wersja została wyposażona w system automatycznego startu i lądowania. Czterosuwowy silnik spalinowy nadał dronowi prędkość maksymalną 222 km/h a przelotową w przedziale 111–148 km/h. Searcher III zbudowany został z materiałów kompozytowych, które utrudniają wykrycie przez radary.

## Wykorzystanie
W Izraelu Searcher został użyty w misjach rozpoznawczych i wywiadowczych nad terenem Libanu, w walce z palestyńskimi bojownikami oraz w walce z organizacją Hezbollah w II wojnie libańskiej, podczas której wykrywał wyrzutnie rakiet służących do ostrzeliwania osiedli w Izraelu. Wraz z wprowadzeniem do służby dronów IAI Heron został wycofany ze służby w Siłach Powietrznych Izraela.
Drony zakupione przez Indie w latach 2000–2003 (łącznie 40 zestawów) Indyjskie Siły Zbrojne wykorzystują do obserwacji i rozpoznania na granicy indyjsko-pakistańskiej. Searcher jest również używany w akcjach poszukiwawczych i ratowniczych.
Marynarka Wojenna Ekwadoru zakupiła kilka zestawów Searcher II, których użyto m.in. do walki z przemytem narkotyków drogą morską.
Siły Zbrojne Hiszpanii zakupiły w 2003 r. cztery systemy Searcher III, które zostały wykorzystane w działaniach oddziałów hiszpańskich uczestniczących w misji pokojowej NATO w Afganistanie.
W 2020 r. Siły Zbrojne Azerbejdżanu, podczas konfliktu z Armenią o Górski Karabach, zastosowały maszyny IAI Searcher do prowadzenia obserwacji i zwiadu.
Rosyjskie Forposty zostały wykorzystane przez armię rosyjską podczas interwencji w Syrii związanej z wojną domową w tym kraju. Jeden z dronów, po naruszeniu izraelskiej przestrzeni powietrznej, został zestrzelony pociskiem Patriot w rejonie Wzgórz Golan. W czasie agresji Rosji na Ukrainę drony zostały wykorzystane do prowadzenia rozpoznania na rzecz armii rosyjskiej. W marcu 2022 r. jeden z nich został zestrzelony w pobliżu Żytomierza. Również w marcu Ministerstwo Obrony Federacji Rosyjskiej podało informację, że Forpost-RU skutecznie poraził, za pomocą przenoszonej broni, w okolicy Kijowa ukraiński radar systemu przeciwlotniczego S-300. Strona ukraińska zgłosiła 27 lipca 2022 r. zestrzelenie drona Forpost w obwodzie mikołajowskim.

## Katastrofy i wypadki
20 kwietnia 2022 r. Searcher ekwadorskiej marynarki wojennej z nieznanych przyczyn wodował na Oceanie Spokojnym 4 mile morskie od Manty. Dron wracał do bazy po operacji przeciwko przemytnikom narkotyków, dzięki jego udziałowi w akcji ekwadorskie służby 127 mil od Manty przechwyciły motorówkę użytą do przewozu tony narkotyków.
Rosyjski Forpost rozbił się 4 lipca 2022 r. w Taganrogu, a w wyniku katastrofy spłonął dom. 11 stycznia 2023 r. w rejonie wsi Siewierny w obwodzie biełgorodzkim dron Forpost uzbrojony w bomby KAB-20S zderzył się z przewodami linii energetycznej.

## Konstrukcja
Dron Searcher II jest zbudowany w układzie górnopłatu. Kadłub o przekroju prostokątnym, zakończony silnikiem napędzającym trójłopatowe śmigło pchające. W przedniej części kadłuba znajduje się wyposażenie elektroniczne i komputer centralny służący do kierowania lotem. W komorze ładunkowej przenoszone jest wyposażenie niezbędne przy aktualnie wykonywanej misji: kamery telewizyjne, sprzęt fotograficzny, sprzęt walki elektronicznej czy też laserowy wskaźnik celów.
Do skrzydeł zamontowane są dwie belki kadłubowe zakończone usterzeniem z dwoma statecznikami pionowymi. Podwozie stałe, trójpunktowe z kółkiem przednim.

## Dane techniczne
|                     | Searcher I | Searcher II  | Searcher III | Forpost-R |
| Rozpiętość          | 7,22 m     | 8,55 m       | 8,55 m       | 9,1 m     |
| Długość             | 5,15 m     | 5,85 m       | 5,85 m       | 6 m       |
| Wysokość            | 1,16 m     | 1,25 m       | 1,25 m       | 1,22 m    |
| Masa własna         | 207 kg     |              |              |           |
| Masa użyteczna      | 63 kg      | 120 kg       | 120 kg       | 100 kg    |
| Masa paliwa         | 102 kg     | 110 kg       |              |           |
| Masa startowa       | 372 kg     | 450 kg       | 450 kg       | 500 kg    |
| Prędkość maksymalna | 198 km/h   | 201 km/h     | 222 km/h     | 200 km/h  |
| Prędkość przelotowa | 194 km/h   | 110–150 km/h | 111–148 km/h | 150 km/h  |
| Pułap               | 4575 m     | 6100 m       | 7000 m       | 6000 m    |
| Zasięg              | 220 km     | 250 km       | 250 km       | 250 km    |
| Długotrwałość lotu  | 12–14 h    | 20 h         | 20 h         | 18 h      |